# Histoire du Bugey
L'histoire du Bugey retrace le passé du territoire du Bugey dont les contours représentent une des divisions administratives du département de l'Ain.

## Étymologie
Les premières mentions du pays du Bugey apparaissent dans des chartes sous le nom de pagus Bellicensis dont l'adjectif est issu de Bellicium, le nom d'époque de la commune de Belley car le Bugey dépend alors de l'évêché de Belley.
Vers 1195, et par le jeu des vocalisations transformant la racine Bel- en Beu- et l'adoucissement du c en z, pagus Bellicensis devient Terra de Beuzeis. Les mentions de Beugesium apparaissent en 1294, et Byougesium en 1303. Viennent ensuite les mentions Beugeys en 1372 ; Terra Beugesii au XVe siècle ; Beugeuis en 1563 ; Beugey en 1613 ; Pays de Beugeys en 1613 et Bugey en 1722,.

## Héraldique
| Blason de Histoire du Bugey | Blason  | De gueules au lion d'hermine. |
| Blason de Histoire du Bugey | Détails |                               |

## Histoire

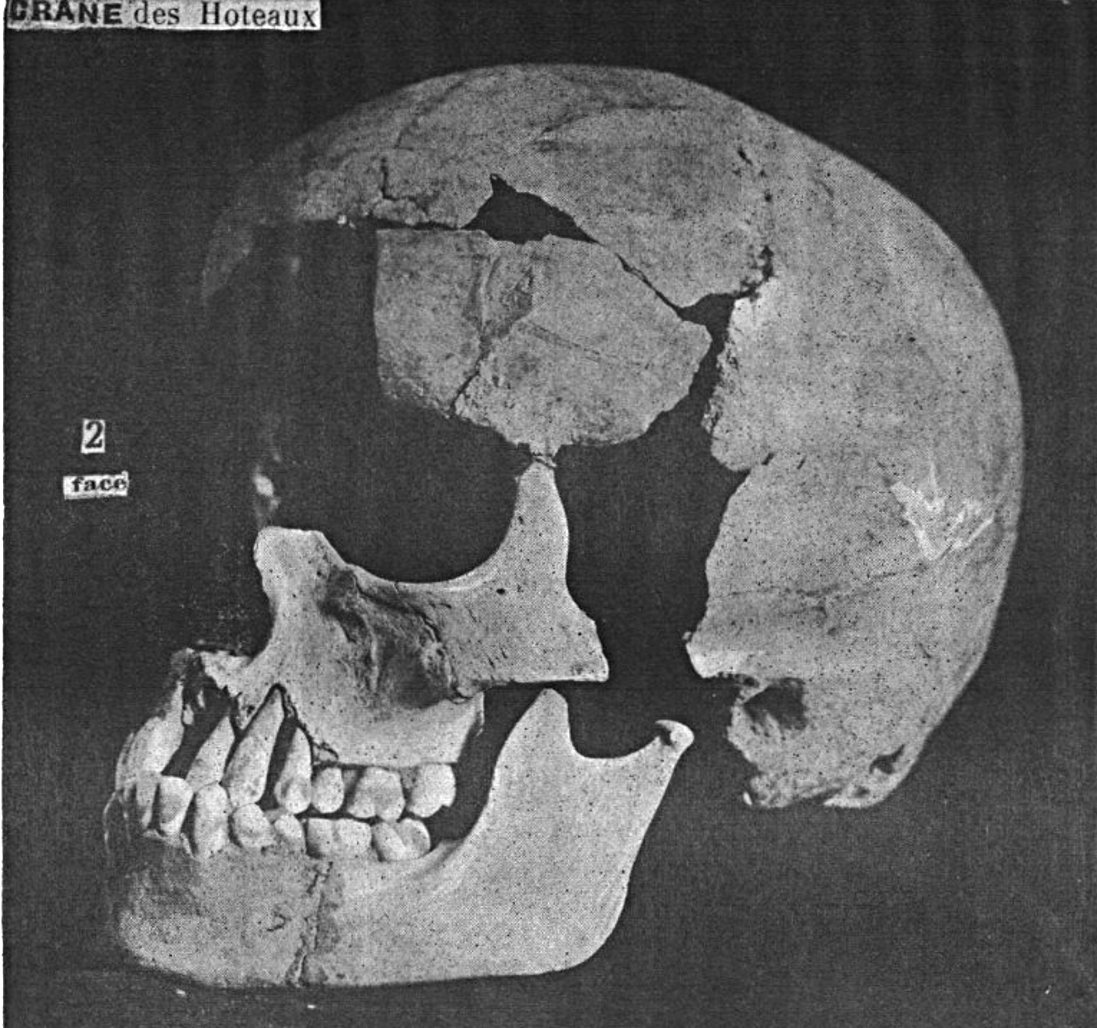
Crâne magdalénien découvert dans la grotte des Hoteaux.

Les premières traces d'Homo sapiens dans la région du Bugey remontent à l'Âge de la pierre où des gisements ont été retrouvés dans des grottes de la région à proximité d'Ambérieu-en-Bugey. Les glaciers alpins qui couvraient alors la région se retirent durant le Paléolithique permettant à Homo sapiens de s’implanter dans les différentes grottes de la région comment celles des Hotteaux à Rossillon.
Quelques tombeaux, sous forme de murgers, datant des Âges du bronze et du fer sont également découverts. Les hypothèses attribuent leur confection à des peuplades venues d'Asie.

### Antiquité

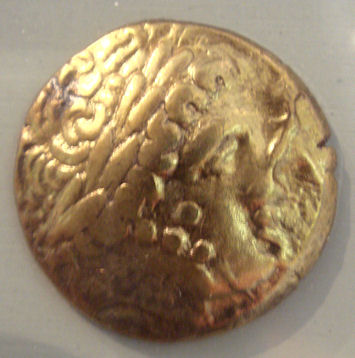
Monnaie en or des Ambarres.

Durant l'époque gauloise, les territoires du Bugey sont partagés entre différents peuples : les Séquanes dans le Haut-Bugey, les Ambarres sur une partie ouest et les Allobroges dans le Bas-Bugey.
L’ethnonyme « Ambarres » signifie « ceux qui habitent des deux côtés de l’Arar », (nom de la  Saône, à l’époque antique) et se retrouve dans le nom de plusieurs villages du Bugey : Ambérieu-en-Bugey, Ambutrix ou Ambronay.
les Séquanes  contrôlaient un territoire correspondant à la majeure partie de la Franche-Comté, entre la Saône, la Bresse, le Jura, les Vosges et le Sundgau. Leur capitale était Vesontio (Besançon).
Le territoire des Allobroges s'étendait sur la plus grande partie des pays qui seront nommés plus tard la Sapaudia, correspondant en grande partie aux actuels départements de la Savoie, de la Haute-Savoie et de l'Isère. Ce mélange de diverses tribus adoptèrent Vienne comme capitale et se fédérèrent.
La date de 58 av. J.-C. marque l'occupation du Bugey par l'Empire romain.
En 58 av. J.-C., les Helvètes du roi Orgétorix, après avoir brûlé leurs terres, entreprennent de traverser la Gaule pour aller s’installer en Saintonge, chez les Santons, .
Traversant le Bugey par les cluses, avec l'autorisation des séquanes, ils fournissent à César le prétexte d'entrer en Gaule avec son armée, appelé à l'aide par les Ambarres. C'est le commencement de la Guerre des Gaules.

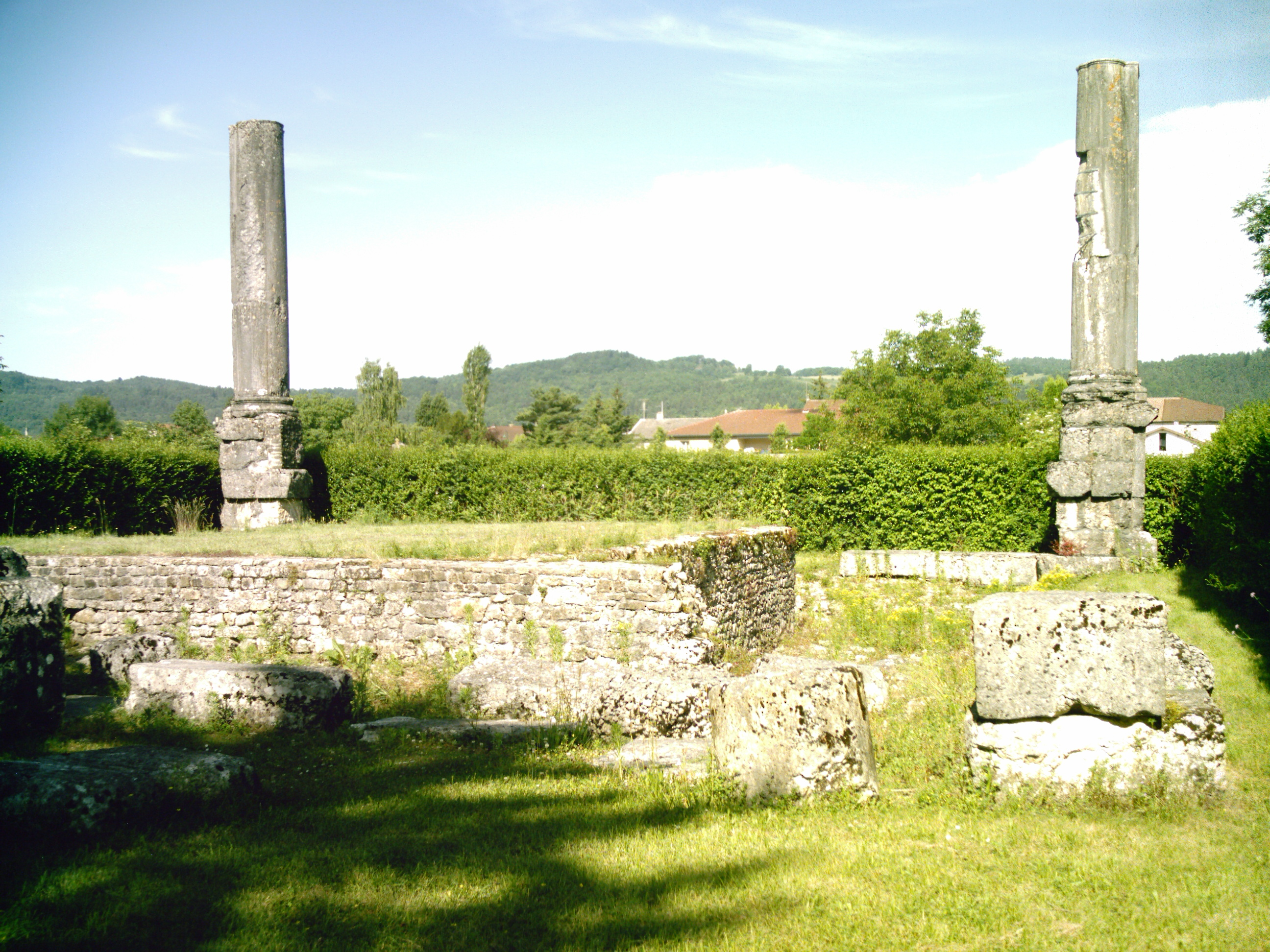
Le Temple gallo-romain d'Izernore.

Dans les Commentaires sur la Guerre des Gaules, Jules César mentionne l’épisode :

« En même temps les Ambarres, peuple ami des Héduens et de même souche, font savoir à César que leurs campagnes ont été ravagées, et qu’ils ont de la peine à défendre leurs villes des agressions de l’ennemi.
[…] Et à supposer qu’il consentît à oublier l’ancien affront [des Helvètes], leurs nouvelles insultes, tentative pour passer de force à travers la province dont on leur refusait l’accès, violences contre les Héduens, les Ambarres, les Allobroges, pouvait-il les oublier ? »

— Jules César, Commentaires sur la Guerre des Gaules, Livre I, 11 & 14.
Durant la présence romaine, le Bugey bénéficie de sa situation géographique privilégiée ; en effet, la région se trouve à proximité de la péninsule italienne d'une part, et de Lugdunum, alors capitale des Gaules, d'autre part. Des marques de ce développement sont encore visibles dans le Bugey : par exemple, la voie romaine à Belley, ou encore l'aqueduc romain de Vieu. Dans le Haut-Bugey, le temple romain d'Izernore témoigne de la présence romaine.

### Moyen Âge

#### Haut Moyen Âge

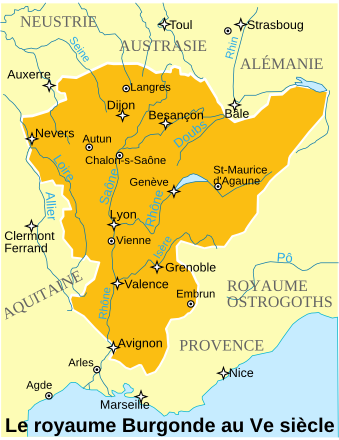
Le royaume burgonde dans la deuxième moitié du Ve siècle.

Vers l'an 450, les invasions barbares mettent fin à l'Empire romain.
La chronique historique dite Chronica Gallica de 452, note pour la vingtième année du règne de Théodose en Occident (année 443) : 

« Sapaudia   Burgundionum   reliquiis datur cum indigenis dividenda ce qui est traduit par : La Sapaudia est donnée à ce qui reste des Burgondes pour être partagée avec les indigènes »

— Chronica  Gallica  ad  452,  éd.  Th.  Mommsen,  dans  les  Monumenta  Germaniae  historica, Auctorum antiquissimorum, t. IX, p. 660.
Les spécialistes s'accordent pour dire que la population burgonde représentait en Sapaudia quelques dizaines de milliers de personnes. J. Favrod donne environ 25 000 burgonde et Katalin Escher indique entre 25 000 et 50 000 au maximum.
La Sapaudia, le « Pays des Sapins » (mot qui survit dans celui de Savoie), ancienne entité administrative qui apparaît dans quelques sources anciennes,,,, était comprise entre l'Ain, le Rhône, le lac Léman, le Jura et l'Aar (partie méridionale de la Maxima Sequanorum), voire un territoire s'étendant dans le bassin de l'Aar jusqu'au Rhin, correspondant aux cités gallo-romaines de Genève qui comprenait la Haute-Savoie, Nyon et Avenches),.
Vers 500, la loi Gombette ou loi des Burgondes (lex Burgundionum) est promulgué par le roi des Burgondes Gondebaud, sans doute à Ambérieu-en-Bugey. Augmenté par ses successeurs Sigismond et Godomar III, la loi Gombette ou loi des Burgondes (lex Burgundionum) est un code de lois civiles et pénales fixant les usages à respecter par les sujets burgondes, complémenté de la « loi romaine des Burgondes » (lex romana Burgundionum) concernant les sujets « romains » du royaume. Le second préambule de la loi Gombette, édicte : « En ce qui concerne les Romains entre eux, [...] nous ordonnons qu'ils soient jugés selon les lois romaines
C'est le premier recueil de loi d'un roi germanique en Gaule. Aucun ne montre mieux la fusion de l'élément romain avec l'élément germanique.

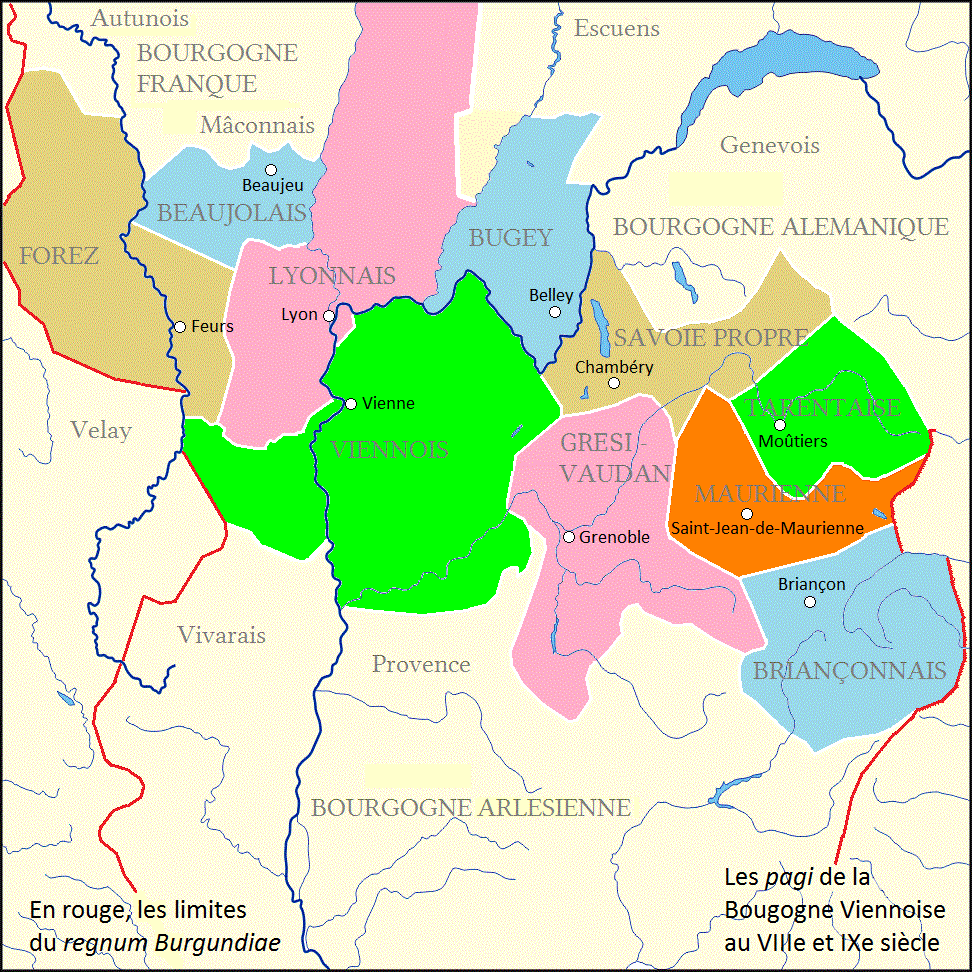
Pagi sous l'époque carolingienne.

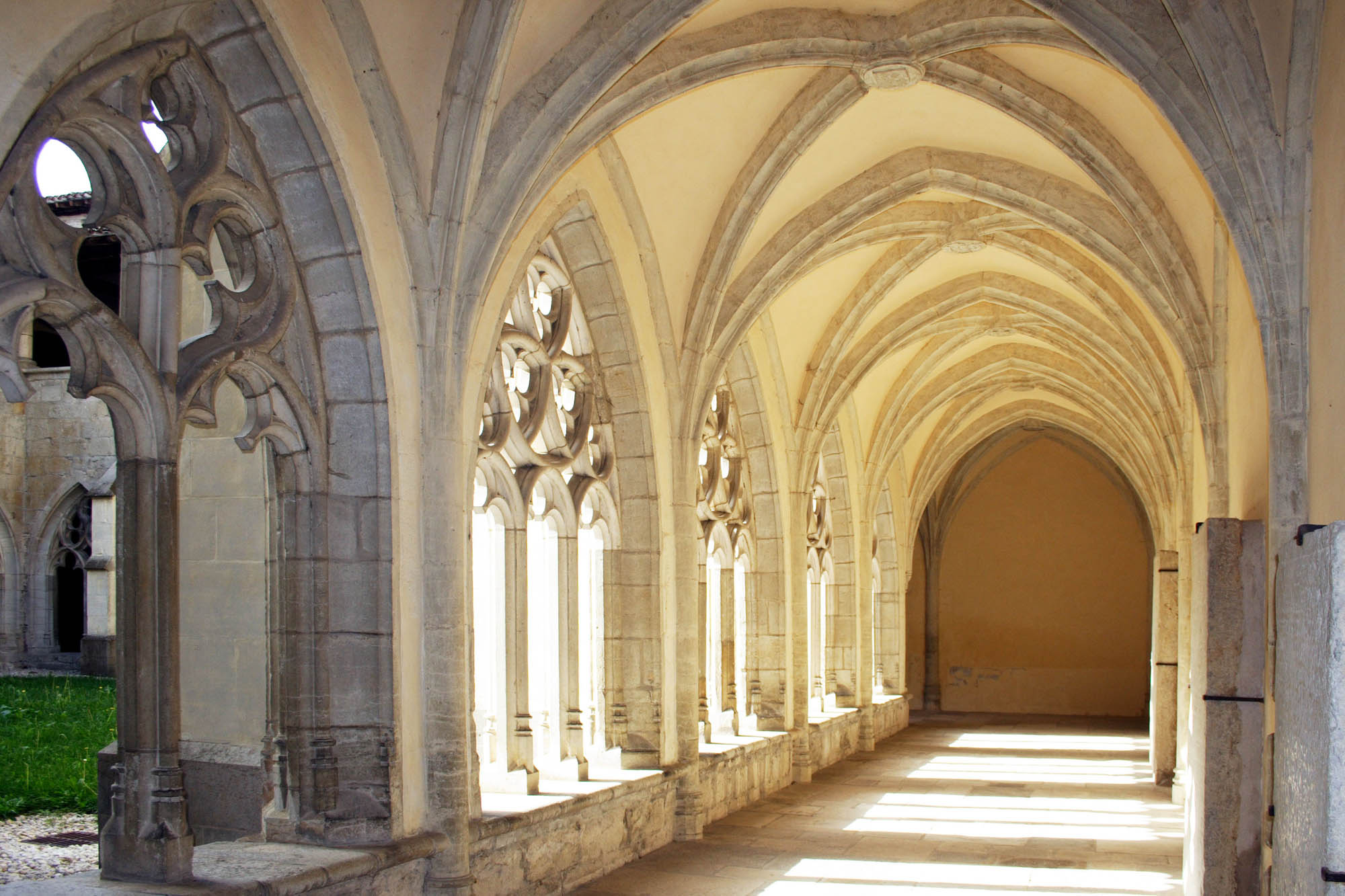
Abbaye Notre-Dame d'Ambronay.

Dès le VIe siècle, le territoire est divisé cinq pagus major :
- Pagus Genevensis puis comté de Genève ;
- Pagus Savogensis puis comté de Savoie, future subdivision du duché, renommée au XVIIIe siècle Savoie propre ;
- Pagus Bellicensis (Bugey) ;
- Pagus Tarentasia (Tarentaise) ;
- Pagus Maurianensis puis comté de Maurienne dont les seigneurs étaient originellement aussi seigneurs du premier comté de Savoie.

La christianisation progresse et le diocèse de Belley est créé au début du VIe siècle. De grandes abbayes bénédictines telles celles de Nantua, fondée au VIIe siècle, Saint-Rambert, Ambronay ou Saint-Benoît s'établissent dans les vallées.
En 843, le traité de Verdun attribue le Bugey au royaume de Lothaire, l'un des trois fils de Louis le Pieux.

#### Moyen Âge central
À partir du IXe siècle, le Bugey entre successivement dans le second royaume de Bourgogne et le Saint Empire. La féodalité se renforce et, profitant de l'anarchie du XIIe siècle, les seigneurs laïcs et les ecclésiastiques prennent leur indépendance.
Dans le Bas-Bugey, les évêques de Belley possèdent de nombreux territoires et villages. Au nord, les Sires de Thoire, apparus vers 1086 sur les bords de l'Ain, s'opposent violemment aux prieurs de l'abbaye de Nantua en étendant leur fief sur une grande partie du Haut-Bugey. Ils fondent une dynastie qui durera près de quatre siècles. L’abbaye de Saint-Rambert se trouve à l'apogée de sa puissance. Elle possède des domaines jusqu'en Savoie, et se trouve un des petits états les plus riches du Bugey. Le château de Cornillon lui permet d'assurer seule son indépendance et sa sécurité.
En 1077, le comte Amédée II de Savoie reçoit de l'empereur Henri IV la confirmation de ses droits sur la seigneurie du Bugey.
Les deux États voisins de Savoie et du Dauphiné, à l'origine simples seigneuries, se sont étendus progressivement au gré des événements (mariage, conquête, protection…) sans souci de cohérence géographique. Il n'y avait pas de véritable frontière entre ces États et leurs possessions s'enchevêtraient.
En 1253, le comte Pierre II de Savoie offre le Faucigny en dot de sa fille Béatrice au dauphin Guigues VII. Son frère Philippe Ier lui succédant en 1268 veut récupérer cette région qui est devenu une enclave dans ses états. C'est l'origine du conflit entre le Dauphiné et la Savoie qui va durer cent ans.
La maison de Savoie conforte sa domination sur la région : en 1272, elle reçoit la Bresse en dot puis le Revermont cédé par le duc de Bourgogne. Cet expansionnisme se heurte à la politique du Dauphiné qui convoite les mêmes régions.
Vers 1282, le conflit gagne le Bugey. De nombreux châteaux hérissent la contrée : les Allymes, Saint-Denis, Château-Gaillard (Ain). Le Bugey, à la frontière des deux états, est totalement impliqué dans le conflit. Saint-Rambert reçoit en 1288 du comte Amédée V de Savoie des franchises et des privilèges semblables à ceux de la ville de Bourg. Des chevauchées partent de cette place pour aller ravager la plaine de l'Ain.

#### Moyen Âge tardif
Faisant partie du Saint-Empire romain germanique, le Bugey  est disputé entre deux principautés rivales, le Dauphiné et la Savoie. Le conflit aboutit à la guerre de soixante-dix ans.
Sous le comte suzerain (comte de Maurienne) se groupèrent tout d'abord les seigneurs du Bugey et ceux du Petit-Bugey. Quelques-uns de ces derniers comptèrent parmi les grands vassaux des comtes de Savoie au Moyen Âge : les de Seyssel, les de Chambuerc, les de la Forest, les de Chevelu, les de Sômont, les d'Ameysin ; d'autres plus tard, sous les ducs, furent investis des hautes charges de l’État.

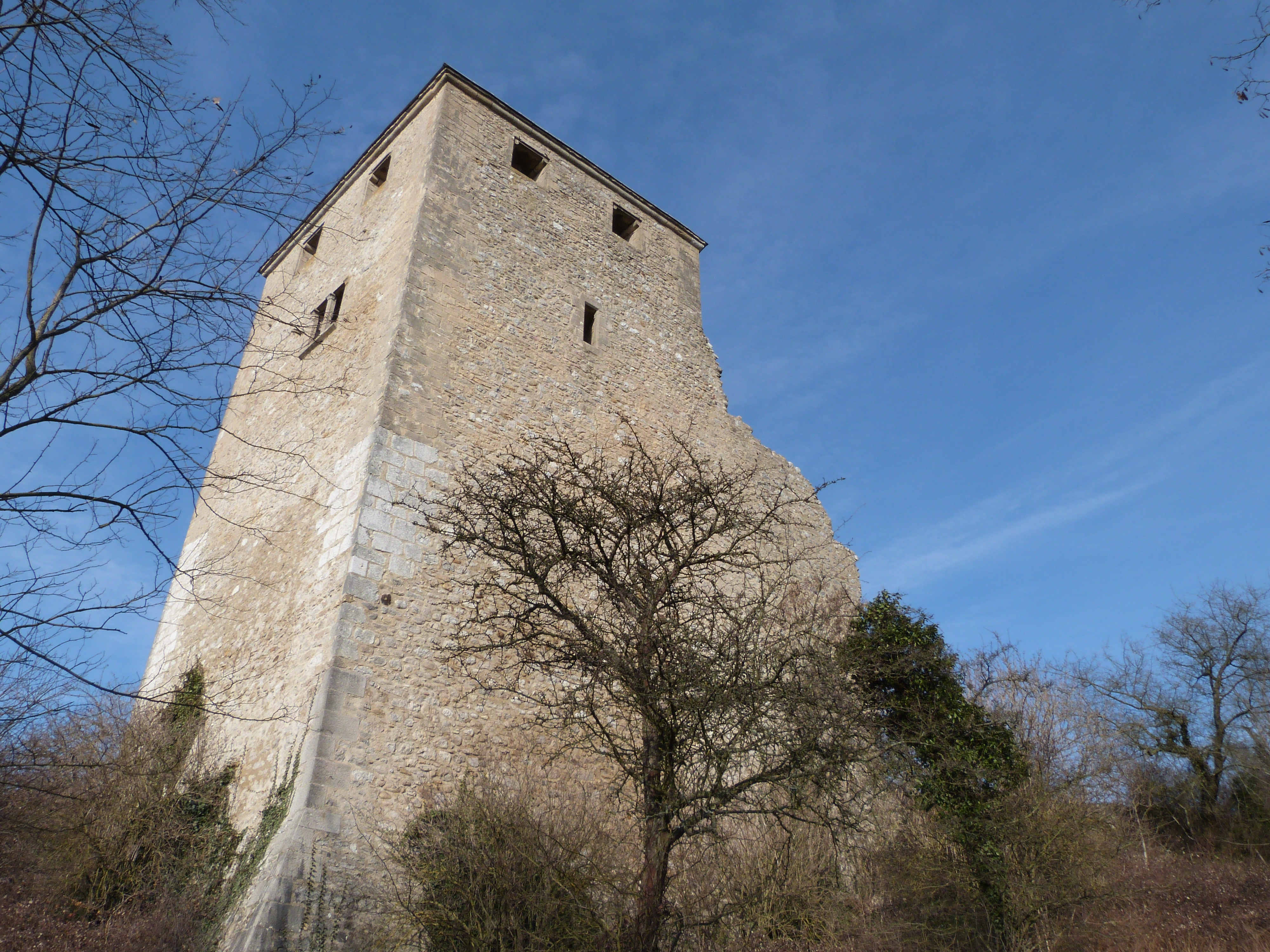
Château de Saint-Denis-en-Bugey.
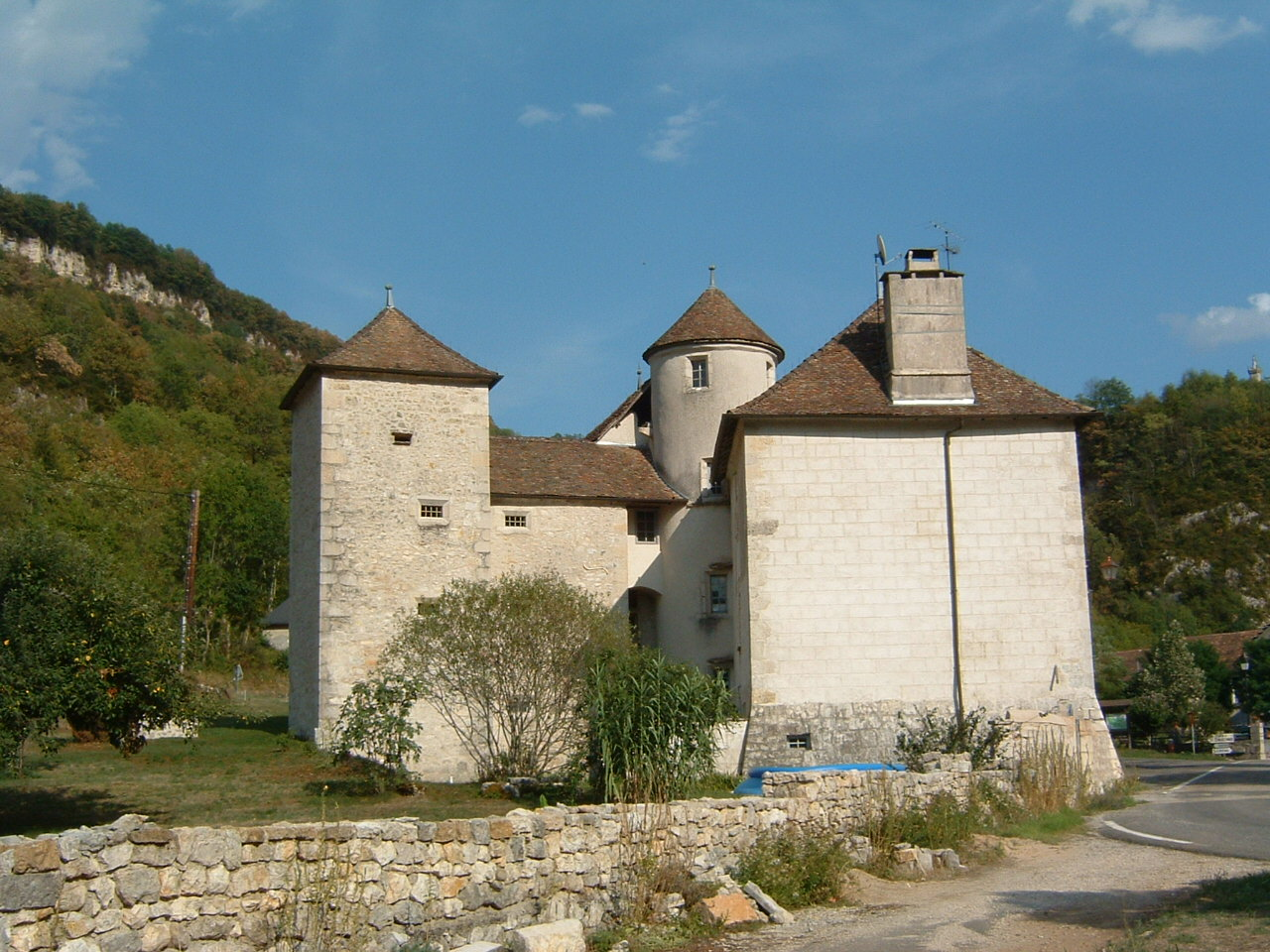
Manoir de La Forest.
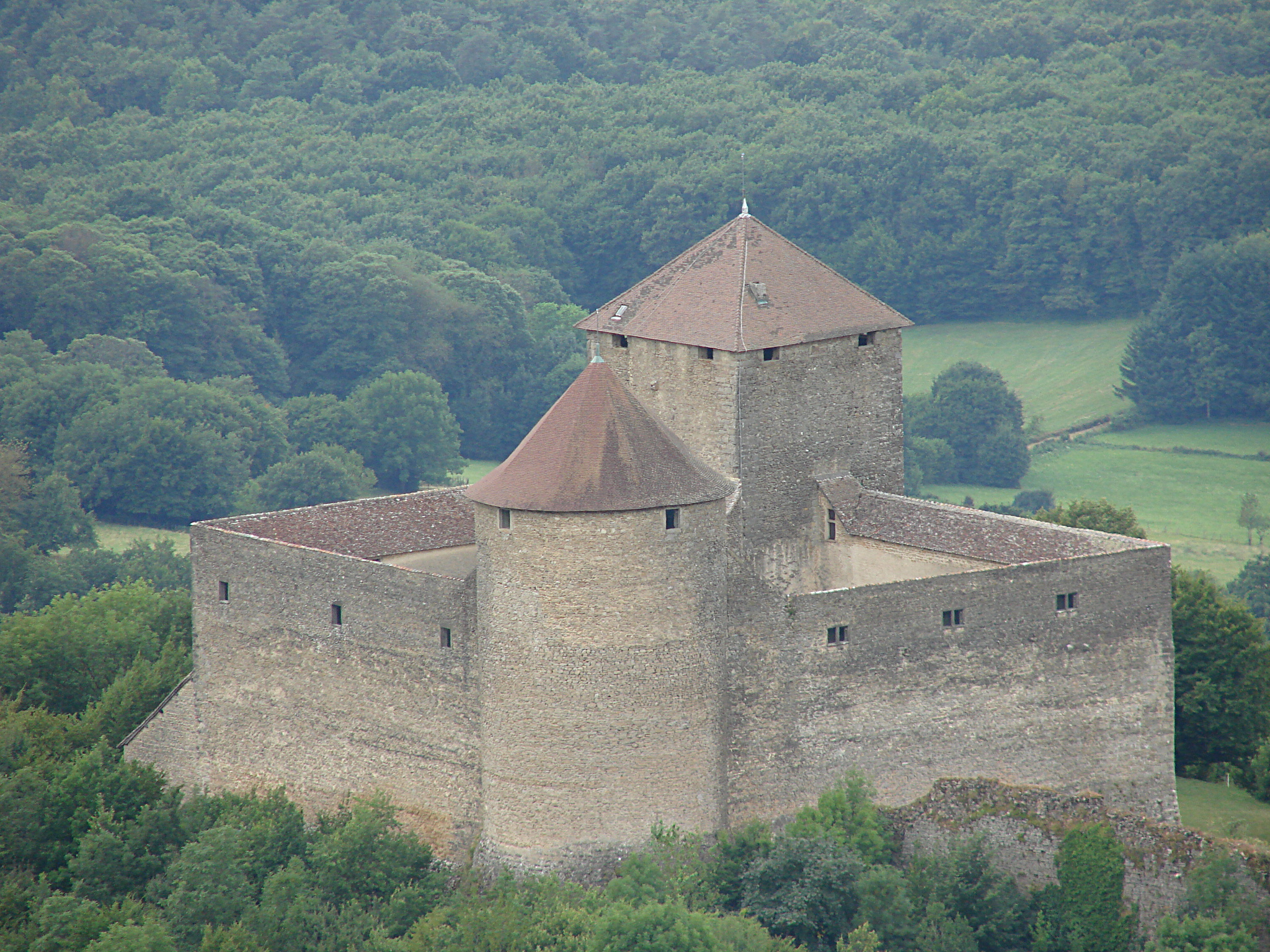
Château des Allymes.
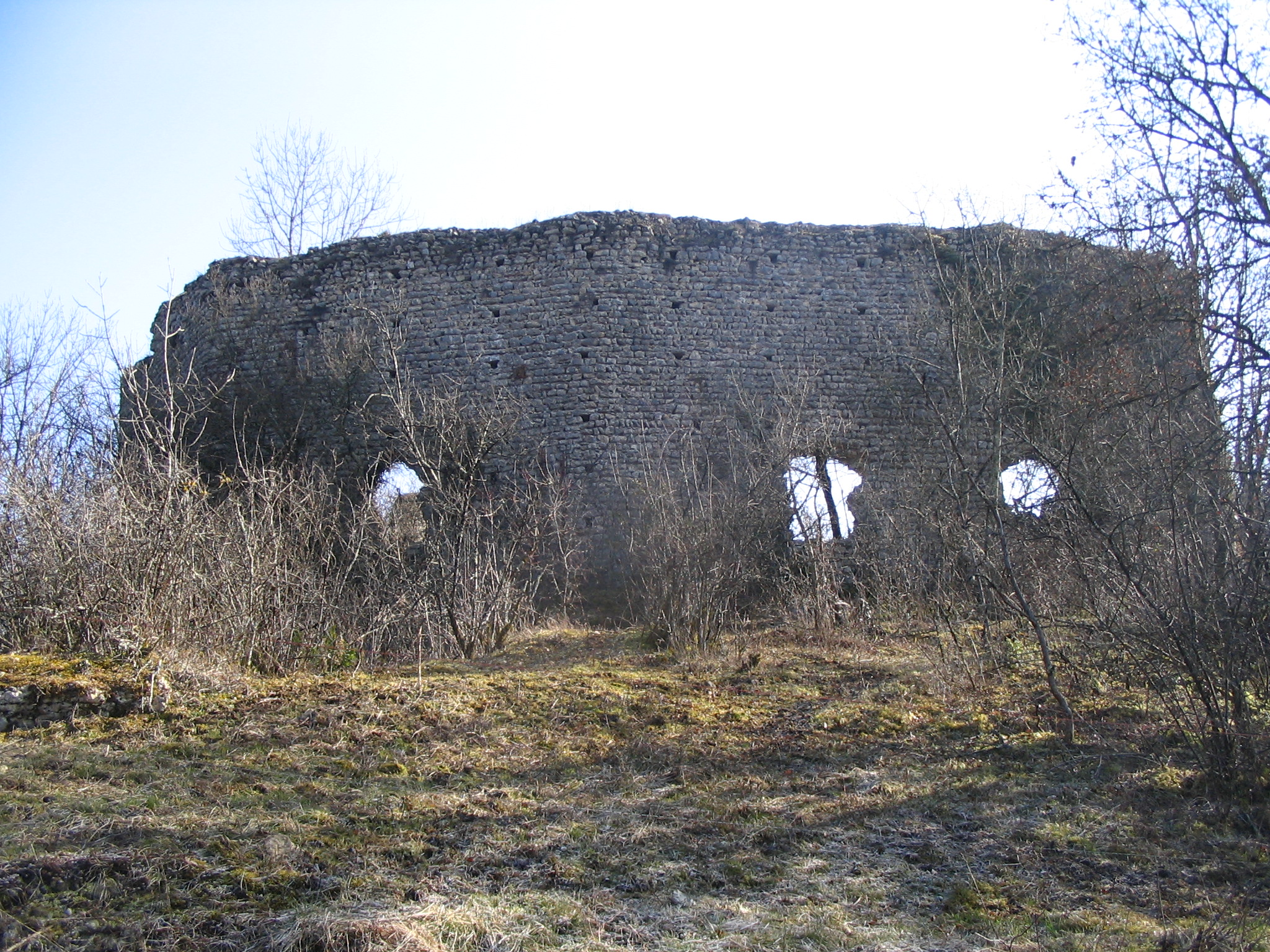
Château de Cordon.

En 1293, tout le nord du Bugey passe sous contrôle savoyard.
La bataille de Varey qui a lieu le 7 août 1325 est la plus célèbre bataille du conflit qui opposa aux XIIIe et XIVe siècles les comtes de Savoie aux dauphins de Viennois sur le territoire du Bugey.
En 1349, le roi Philippe VI de France achète le Dauphiné lors du traité de Romans, son fils, Charles prend le titre de Dauphin. Le comte Amédée VI de Savoie attaque en 1353 en Bugey et en pays de Gex, et vainc les Dauphinois aux Abrets en 1354.
Les traités de Paris (1354-1355) mettent fin à la guerre, laissant à la Savoie tous les territoires dauphinois de la rive droite du Rhône ainsi que le Pays de Gex.

### Époque moderne
Le Bugey, au commencement du XVIe siècle, est un petit pays protégé par son isolement, qui  garde une certaine indépendance. La maison de Savoie est au faîte de sa puissance. Le Bugey reste pourtant divisé. Au temps de César, il était partagé entre plusieurs tribus gauloises; il l’est, quatorze siècles plus tard, entre trois maisons féodales.
Marguerite d'Autriche reçoit les Pays de l'Ain en héritage. Après sa mort, François Ier, neveu des ducs savoyards, revendique et conquiert la Savoie en 1536. Le Bugey est donc français jusqu'en 1559 où les traités du Cateau-Cambrésis restituent la Savoie et les Pays de l'Ain à son duc. Le Bugey restera savoyard jusqu'en 1601
Le duc de Savoie Charles-Emmanuel Ier de Savoie entreprit en 1588 d'annexer le marquisat de Saluces, français depuis 1529, une enclave au cœur de ses États. À l'issue de la Paix de Vervins, en 1588, Charles-Emmanuel tente de négocier auprès du roi de France Henri IV l'acquisition du marquisat, sans contrepartie, alors que le roi réclame la Bresse et le Bugey.
Henri IV reconquiert le pays, occupant notamment les vallées de Maurienne, Tarentaise et du Beaufortain.
Le 17 janvier 1601, le traité de Lyon met fin au conflit. Les États de Savoie perdent définitivement la Bresse, le Bugey et le Pays de Gex au profit de la France, en échange du contrôle de Saluces. en faveur de la France. Le traité d'Auxonne, signé le 15 février 1612, fixe la frontière entre le Royaume de France (et donc le Bugey) et le Comté de Bourgogne, alors possession espagnole.
Un grand nombre de châteaux du Bugey sont démantelés.
Au XVIIIe siècle, les routes et la petite industrie se développent.

### Époque contemporaine

#### Révolution française

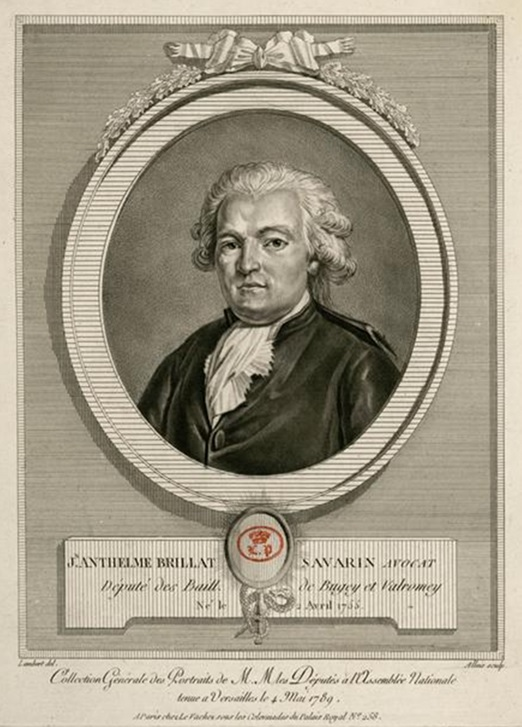
Jean-Anthelme Brillat de Savarin (1755-1826).

Députés représentant le bailliage de Bugey et Valromey aux États généraux de 1789 :
- Clergé.
  - 1. Favre (Aimé), curé de Hotonnes, docteur en Sorbonne.

- Noblesse.
  - 2. Clermont-Mont-Saint-Jean (Jacques de), marquis de La Bathie, etc., colonel attaché au Régiment des chasseurs de Champagne.

- Tiers état.
  - 3. Brillat-Savarin (Jean-Anthelme), député du village de Vieux, avocat en parlement, demeurant à Belley.
  - 4. Lilia de Crose (Joseph-Bernard de), avocat en parlement, demeurant à Montréal, près Nantua.

Aux premières heures de la Révolution française, Jean Anthelme Brillat-Savarin, né à Belley dans le Bas-Bugey, est député du tiers état à l'Assemblée constituante de 1789 où il représente d'ailleurs, la région de Belley. Ainsi, il participe aux débats concernant la création du département de l'Ain, le 25 janvier 1790.

#### Empire
Après la Retraite de Russie, les troupes de la coalition autrichienne attaque la France sur son territoire national. Napoléon Ier tente d'éviter ou d'arrêter l'invasion de la France lors de la campagne de France, qui se déroule de janvier à avril 1814.
En janvier 1814, les troupes du général autrichien Ferdinand de Bubna pènètre en Bugey et s'empare de Saint-Claude et de Fort l'Écluse. La forteresse de Pierre-Châtel est assiégée. Les "cosaques" campent à Ambérieu.
On assiste à de nombreux mouvements de troupes et escarmouches dans tout le département. Les civils endurent vexations et brimades et se voient imposer de terribles réquisitions. Les habitants du Bugey s'arment pour défendre leurs montagnes. Les actes de résistance se multiplient, comme au défilé des Balmettes, vers Torcieu, où des paysans, des gardes nationaux de Tenay et de Saint-Rambert et des hommes du 23e régiment d'infanterie de ligne tinrent tête plusieurs jours à un détachement de 600 Autrichiens.

#### Première Guerre mondiale

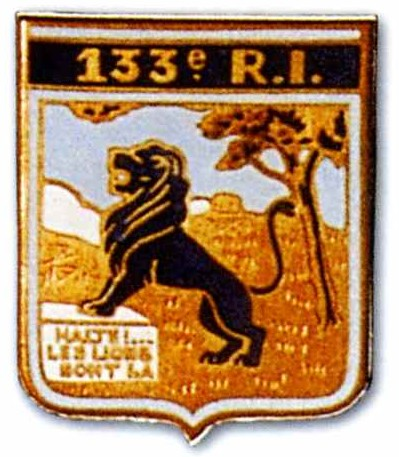
Insigne régimentaire du d'infanterie

Le 133e régiment d'infanterie de ligne est  caserné en 1914 à Belley, fort de Pierre-Châtel, au fort des Rousses et au fort l'Écluse. proche de Bellegarde (Ain). À la mobilisation, il met sur pied son régiment de réserve, le 333e régiment d'Infanterie
Le 133e a été cité quatre fois à l'ordre de l'Armée. Sur son drapeau à la suite des victoires de l'Empire ont été brodées les inscriptions suivantes : Alsace 1914, Aisne 1917, Marne 1918, Belgique 1918.
Le 133e RI a perdu 82 officiers, 2 014 gradés et soldats, 5 officiers supérieurs furent faits officiers de la Légion d'honneur, 49 officiers ont reçu la croix de chevalier, 385 sous-officiers et soldats reçurent la médaille militaire. Au sujet des Bugistes du 133e, le général commandant la 7e armée a déclaré : Les lions d'Afrique sont les rois du désert, les lions du Bugey sont les rois du champ de bataille.
Après la fin de la guerre, le village de Peyrieu, dans le Bas-Bugey inaugure l'un des premiers monument aux morts de France[réf. nécessaire].

#### Seconde Guerre mondiale

Carte de France mettant en évidence la proximité bugiste de la ligne de démarcation.

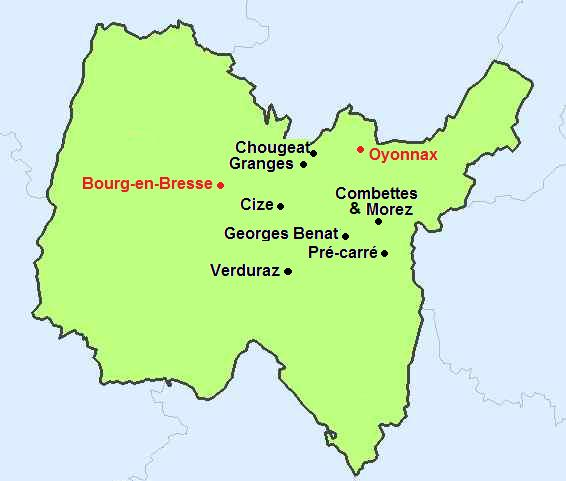
Localisation des différents camps de maquis début 1944, dans l'Ain, et en particulier dans le Bugey.

Après l'armistice du 22 juin 1940, la division entre zone occupée et zone libre place le Bugey du côté zone libre mais tout proche de la ligne de démarcation.  L'armée secrète va être particulièrement active dans l'Ain ; en effet, sur les huit camps de maquisards recensés en 1943, un certain nombre se situe dans le Bugey. En particulier, le plus ancien d'entre eux, le camp de Chougeat, dans le Haut-Bugey, est ouvert en mars 1943, qui regroupe une soixantaine de maquisards sous le commandement de Charles Bletel. Lui-même, à l'instar des commandements des autres camps de la région est placé sous la direction du capitaine Henri Romans-Petit ; celui-ci va d'ailleurs conduire la première action d'envergure du maquis de l'Ain et du Haut-Jura : la prise du dépôt d'intendance des Chantiers de la jeunesse à Artemare, dans le Bas-Bugey, où le commando prend les uniformes que les maquisards utiliseront lors du défilé du vingt-cinquième anniversaire de l'Armistice de 1918. En effet, le 11 novembre 1943, 200 maquisards défilent en armes, à Oyonnax. À la suite du défilé, les Allemands se rendent à Oyonnax en décembre 1943. Le maire, Paul Maréchal et son adjoint, Auguste Sonthonnax, sont fusillés un mois après, le 11 décembre 1943. Quelques semaines plus tard, la presse anglo-saxonne diffuse l'information concernant le défilé qui, dit-on, a achevé de convaincre Winston Churchill de la nécessité d'armer la Résistance française. Oyonnax fut récompensée de son enthousiasme par la Médaille de la Résistance qui figure sous son blason ; cette décoration fut également attribuée à la ville de Nantua.